# Союз МС-08
«Союз МС-08» — российский транспортный пилотируемый космический корабль серии «Союз МС» семейства «Союз», старт которого состоялся 21 марта 2018 года с космодрома Байконур. После двухсуточной схемы сближения корабль пристыковался к международной космической станции 23 марта, участники экспедиции МКС-55/ 56 перешли на борт МКС. Это 135-й пилотируемый полёт корабля «Союз», первый полёт которого состоялся в 1967 году.

## Экипаж
| Космонавт       | Должность                                                        | # полёта        | Корпорация      |                 |                 |                 |
| Основной экипаж | Основной экипаж                                                  | Основной экипаж | Основной экипаж | Основной экипаж | Основной экипаж | Основной экипаж |
| --------------- | ---------------------------------------------------------------- | --------------- | --------------- | --------------- | --------------- | --------------- |
| Олег Артемьев   | Командир ТПК «Союз МС», бортинженер МКС-55/56                    | 2               | Роскосмос       |                 |                 |                 |
| Эндрю Фойстел   | Бортинженер-1 ТПК «Союз МС», бортинженер МКС-55, командир МКС-56 | 3               | НАСА            |                 |                 |                 |
| Ричард Арнольд  | Бортинженер-2 ТПК «Союз МС», бортинженер МКС-55/56               | 2               | НАСА            |                 |                 |                 |
| Дублёры         |                                                                  |                 |                 |                 |                 |                 |
| Алексей Овчинин | Командир экипажа                                                 | 2               | Роскосмос       |                 |                 |                 |
| Тайлер Хейг     | Бортинженер-1                                                    | 1               | НАСА            |                 |                 |                 |

30 ноября 2017 года решением Межведомственной комиссии (МВК) утверждены составы экипажей МКС на 2018 год.
Первоначально запуск ТПК «Союз МС-08» был запланирован на 15 марта 2018 года, перенесён на 21 марта.
4 марта 2018 года основной и дублирующий экипажи ТПК «Союз МС-08» прибыли на космодром Байконур для прохождения этапа предстартовой подготовки к космическому полёту.

## Полёт
Старт осуществлён 21 марта 2018 года в 20:44 мск с пусковой установки площадки № 1 («Гагаринский старт») космодрома Байконур. Программой полёта была предусмотрена двухсуточная схема сближения корабля со станцией. Сближение выполнялось в автоматическом режиме, 23 марта 2018 года в 22:40 мск «Союз МС-08» успешно пристыковался к стыковочному узлу малого исследовательского модуля (МИМ2) «Поиск» российского сегмента Международной космической станции (МКС).
4 октября 2018 года в 10 час. 57 мин. мск ТПК «Союз МС-08» с экипажем на борту отстыковался от Международной космической станции. Спускаемый аппарат с космонавтом Роскосмоса Олегом Артемьевым, астронавтами NASA Эндрю Фойстелом и Ричардом Арнольдом совершил посадку на территории Казахстана в 146 километрах юго-восточнее города Жезказган 4 октября 2018 года в 14 час. 45 мин. мск. Продолжительность пребывания в космическом полёте экипажа экспедиции МКС-55/56 составила 197 суток.

## Эмблема
Эмблема экипажа «Союз МС-08» выполнена в форме спускаемого аппарата корабля и символизирует успешное завершение программы полёта. В центре эмблемы изображены силуэты трёх членов экипажа, приближающихся к ракете-носителю «Союз-ФГ» установленной на стартовой площадке. Луна и Марс на небосводе, изображённые позади стартового комплекса, символизирует мечту о пилотируемой миссии в дальний космос. Шесть звёзд на заднем плане символизируют шестерых членов экипажа МКС. Силуэт стелы под названием «Наука и космос», расположенной в Байконуре и тюльпан, взятый из старого герба города Ленинск отражают значимость российского космодрома. МКС изображена в жёлтом цвете в качестве пункта назначения космического корабля. Имена членов экипажа изображены в полукружье на вершине эмблемы, в то время как цвета российского и американского флага изображены у основания, по бокам от логотипа корпорации Роскосмос под названием корабля и номером экспедиции экипажа. Разработка дизайна эмблемы Luc van den Abeelen.